# Journal of Clinical Oncology
Das Journal of Clinical Oncology, abgekürzt J. Clin. Oncol. ist eine wissenschaftliche medizinische Zeitschrift, die von der  American Society of Clinical Oncology veröffentlicht wird. Es handelt sich um die offizielle Zeitschrift dieser Gesellschaft. Die erste Ausgabe erschien im Januar 1983. Derzeit werden 36 Ausgaben im Jahr veröffentlicht. Die Zeitschrift veröffentlicht Originalarbeiten und Übersichtsartikel aus verschiedenen Bereichen der Onkologie. Besondere Berücksichtigung finden die Themen Brustkrebs, Lungenkrebs, hämatologische Erkrankungen, molekulare Onkologie, supportive Therapie sowie weitere Themen. Artikel, die älter sind als ein Jahr, können online ohne Gebühren gelesen werden.
Der Impact Factor lag im Jahr 2015 bei 20,982. Nach der Statistik des ISI Web of Knowledge wird das Journal mit diesem Impact Factor in der Kategorie Onkologie an fünfter Stelle von 213 Zeitschriften geführt.
Chefherausgeber ist Stephen A. Cannistra, Dana-Farber Cancer Institute, Boston, USA.